# Paveway

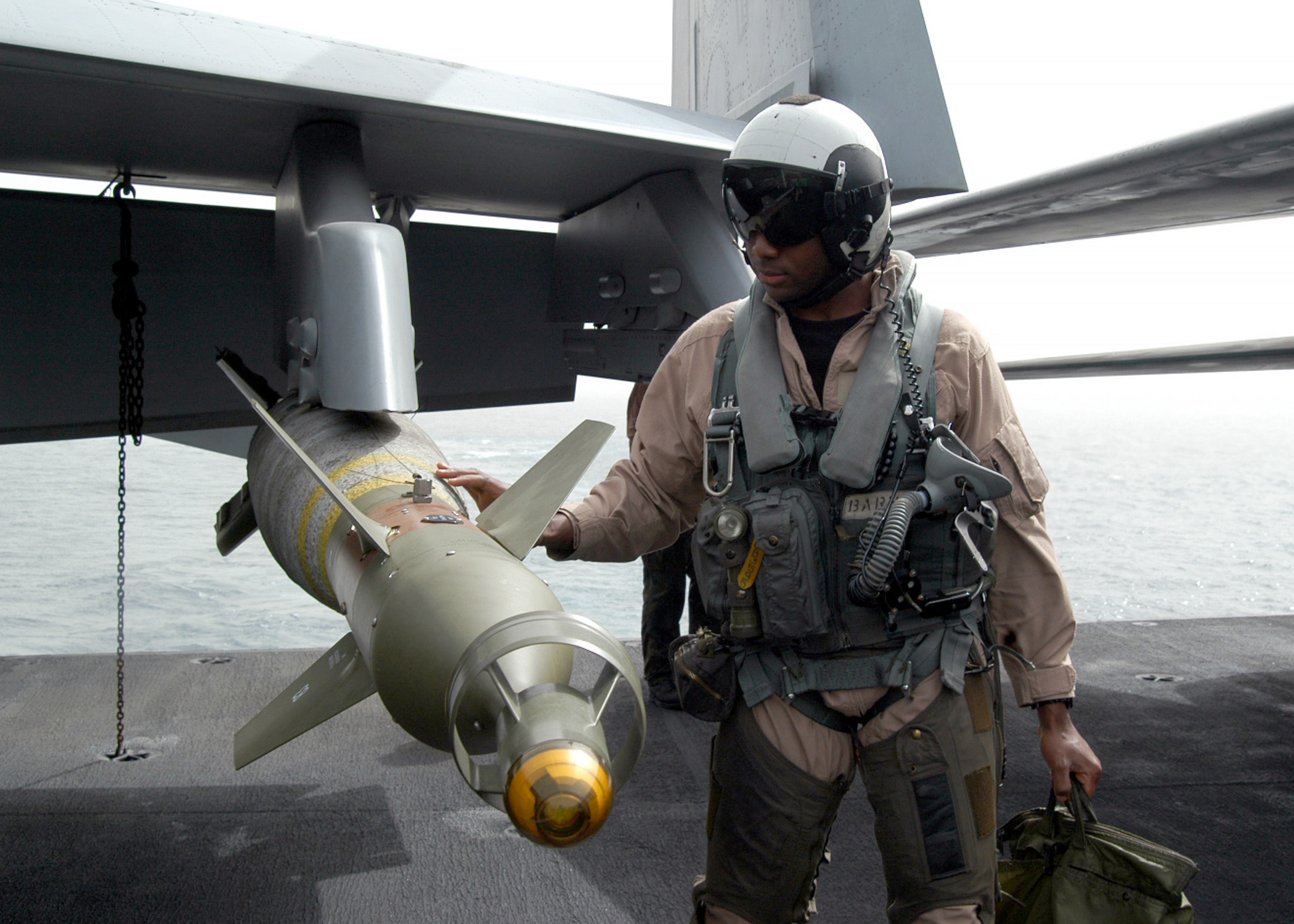
En pilot inspekterar en bomb av typen Paveway II (antagligen en GBU-12D) ombord på.

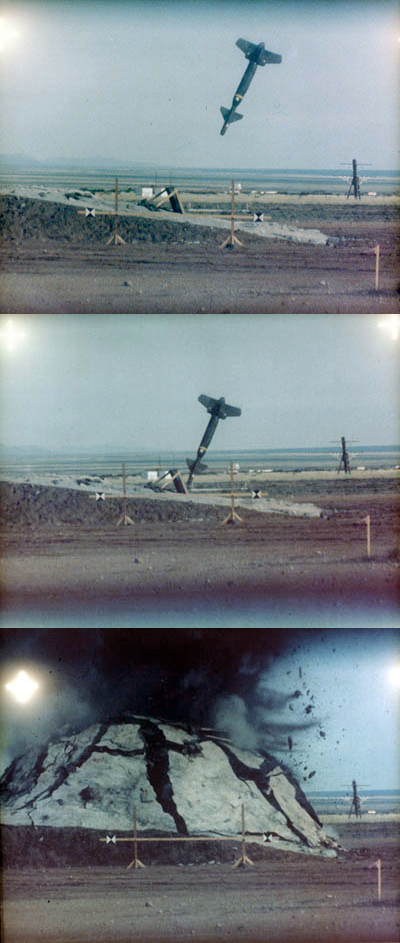
En GBU-24 träffar marken under en provfällning i maj 2006.

Paveway är en familj av laserstyrda flygbomber tillverkade i USA. Den första generationen Paveway-bomber konstruerades av Texas Instruments under Vietnamkriget. Systemet består av en målsökare med styrfenor som monteras i nosen av en vanlig flygbomb eller en multipelbomb samt fenor som monteras i stjärten. Paveway-systemet har genomgått flera utvecklingsfaser under 1970- och 1980-talen. Paveway II och III används fortfarande av amerikanska flygvapnet och flera andra västerländska flygvapen, men har under 2010-talet allt mer börjat ersättas av den GPS-styrda JDAM.

## Paveway I
I april 1965 genomfördes den första fällningen av en laserstyrd bomb vid Eglin AFB i Valparaiso, Florida. Bomben kallades BOLT-117 (BOLT = BOmb, Laser, Terminal guidance) och var baserad på en M117 340 kg sprängbomb. Systemet tillät inte bara precisionsbombning av dittills ouppnådd noggrannhet, det gjorde det även möjligt att bekämpa mål på avstånd med hjälp av kastbombning. Texas Instruments utvecklade en serie målsökare för flera olika bomber som togs i tjänst under namnet Paveway (efter 1971 Paveway I). De användes i strid första gången 1968.
| Beteckning | Bomb                          | Modifiering |
| ---------- | ----------------------------- | ----------- |
| GBU-1      | M117 (340 kg minbomb)         | KMU-342     |
| GBU-2      | CBU-75 (907 kg multipelbomb)  | KMU-421     |
| GBU-3      | CBU-74 (340 kg multipelbomb)  | KMU-422     |
| GBU-5      | CBU-100 (222 kg multipelbomb) | KMU-420     |
| GBU-6      | CBU-79 (multipelbomb)         | KMU-351     |
| GBU-7      | CBU-80 (multipelbomb)         | KMU-351     |
| GBU-10     | Mark 84 (907 kg sprängbomb)   | KMU-351     |
| GBU-11     | M118 (1360 kg minbomb)        | KMU-370     |
| GBU-12     | Mark 82 (227 kg sprängbomb)   | KMU-388     |

GBU-2, GBU-10 och GBU-12 fanns i två versioner med små eller stora fenor. De stora fenorna gav bomberna längre räckvidd, men begränsade vapenbärarens maxhastighet.

## Paveway II
Den första generationens Paveway-bomber visade sig under senare delen av Vietnamkriget vara mycket lyckade. Under 1970-talet påbörjades utvecklingen av nästa generation Paveway-bomber. Dels fick bomberna en ny digital målsökare som var betydligt billigare att tillverka, dels fick bomberna en ny stjärt med utfällbara fenor vilket kombinerade fördelarna med stora och små fenor. Man delade också upp konverteringssatsen (KMU) i två delar; dels stjärtpartiet (MXU) och dels styrenheten (MAU). De första testerna genomfördes 1974 och serieproduktionen startade 1977.
| Beteckning | Bomb                                   | Styrenhet | Fenpaket |
| ---------- | -------------------------------------- | --------- | -------- |
| GBU-10E    | Mark 84 (907 kg sprängbomb)            | MAU-169E  | MXU-651  |
| GBU-10J    | BLU-109 (874 kg djuppenetrerande bomb) | MAU-169E  | MXU-651  |
| GBU-12D    | Mark 82 (227 kg sprängbomb)            | MAU-169E  | MXU-650  |
| GBU-16B    | Mark 83 (454 kg sprängbomb)            | MAU-169E  | MXU-667  |
| GBU-17     | HSM (Hard Structure Munition)          | —         | —        |
| GBU-48     | Mark 83 (454 kg sprängbomb)            | MAU-169K  | MXU-667  |
| GBU-49     | Mark 82 (227 kg sprängbomb)            | MAU-169K  | MXU-650  |
| GBU-50     | Mark 84 (907 kg sprängbomb)            | MAU-169K  | MXU-651  |
| GBU-51     | BLU-126 (227 kg betongbomb)            | MAU-169E  | MXU-650  |
| AGM-123    | Mark 83 (454 kg sprängbomb)            | MAU-169E  | MXU-737  |

MAU-169E är en direkt ersättare för de äldre styrenheterna från Paveway I-serien medan MAU-169K har en modul för tröghets- och GPS-navigering som gör att bomben fortsätter mot målet även om laserstrålen skulle försvinna. MXU-737 var ett fenpaket med hål i mitten för en WPU-5 raketmotor vilket förvandlar bomben till en attackrobot.
Den 25 juli 2018 fällde Försvarsmaktens JAS 39 Gripen en GBU-49 över Älvdalens skjutfält utanför Trängslet i Dalarna. Detta i ett experiment att släcka delar av en stor skogsbrand som bland annat drabbat skjutfältet. Effekten av bombningen var att elden inom en radie av 100 meter slocknade, då explosionen gjorde att syret försvann och tryckvågen såg till att elden släcktes.

## Paveway III
Även om en stor fördel med laserstyrningen var det säkerhetsavstånd som kastbombning innebar så innebar kastbombning med Paveway I- och II-bomberna ett stort problem; Så fort målsökaren låst på målet så började den styra bomben direkt mot målet. Det gjorde att kastbanan blev betydligt kortare än vad den annars hade blivit. För att ge bomberna längre räckvidd utvecklade Raytheon Company under 1980-talet en ny generation laserstyrda bomber kallade Paveway III. Dessa hade en autopilot som styrde bomben fram till målområdet där lasersökaren tog över. Autopiloten använde också progressiva roderutslag för styrning i stället för den "allt eller inget" som lasermålsökaren använde. Det gav bomberna en räckvidd på upp till 18 km om de släpptes på låg höjd samt upp till 30 km från hög höjd. Paveway III var dock betydligt dyrare vilket gjorde att Paveway II fortsatte att användas parallellt.
| Beteckning | Bomb                                    | Styrenhet | Fenpaket |
| ---------- | --------------------------------------- | --------- | -------- |
| GBU-21     | HSM (Hard Structure Munition)           | —         | —        |
| GBU-22     | Mark 82 (227 kg sprängbomb)             | —         | BSU-82   |
| GBU-24     | Mark 84 (907 kg sprängbomb)             | WGU-12    | BSU-84   |
| GBU-24A    | BLU-109 (874 kg djuppenetrerande bomb)  | WGU-12    | BSU-84   |
| GBU-24B    | BLU-109 (874 kg djuppenetrerande bomb)  | WGU-39    | BSU-84   |
| GBU-24C    | BLU-116 (874 kg pansarbomb)             | WGU-12    | BSU-84   |
| GBU-24F    | BLU-116 (874 kg pansarbomb)             | WGU-39    | BSU-84   |
| GBU-27A    | BLU-109 (874 kg djuppenetrerande bomb)  | WGU-39    | BSU-88   |
| GBU-27B    | BLU-116 (874 kg pansarbomb)             | WGU-39    | BSU-88   |
| GBU-28A    | BLU-113 (2132 kg djuppenetrerande bomb) | WGU-36    | BSG-92A  |
| GBU-28C    | BLU-122 (2268 kg djuppenetrerande bomb) | WGU-36    | BSG-92B  |

WGU-12 är den ursprungliga styrenheten med autopilot medan WGU-39 har en modul för tröghets- och GPS-navigering som gör att bomben fortsätter mot målet även om laserstrålen skulle försvinna. Dessutom finns styrenheten WGU-43 för exportkunder. BSU-88 är ett fenpaket med mindre fenor som togs fram för att passa i bombutrymmet på Lockheed F-117 Nighthawk.

## Paveway IV
I början av 2000-talet utvecklade Raytheon UK på beställning av Royal Air Force en ny generation av Paveway. Utvecklingen utgick från GBU-49 som försågs med störskydd för GPS-mottagaren samt zonrör för luftdetonation. Målsättningen var att med en enda modell fylla RAF:s behov av sprängbomber genom valbra program för luftbrisad, ögonblicksbrisad och inträngningsbrisad. Paveway IV togs i tjänst 2008 och har även exporterats till Saudiarabien.